# Шамуа (Міссурі)
Шамуа (англ. Chamois) — місто (англ. city) в США, в окрузі Осейдж штату Міссурі. Населення — 377 осіб (2020).

## Географія
Шамуа розташована за координатами 38°40′33″ пн. ш. 91°46′18″ зх. д. / 38.67583° пн. ш. 91.77167° зх. д. (38.675947, -91.771793).  За даними Бюро перепису населення США в 2010 році місто мало площу 1,02 км², з яких 0,96 км² — суходіл та 0,06 км² — водойми.

## Демографія
Згідно з переписом 2010 року, у місті мешкало 396 осіб у 168 домогосподарствах у складі 97 родин. Густота населення становила 387 осіб/км².  Було 230 помешкань (225/км²).
Расовий склад населення:
| - 99,2 % — білих - 0,3 % — корінних американців |

До двох чи більше рас належало 0,3 %. Частка іспаномовних становила 1,0 % від усіх жителів.
За віковим діапазоном населення розподілялося таким чином: 27,5 % — особи молодші 18 років, 56,1 % — особи у віці 18—64 років, 16,4 % — особи у віці 65 років та старші. Медіана віку мешканця становила 35,7 року. На 100 осіб жіночої статі у місті припадало 92,2 чоловіків;  на 100 жінок у віці від 18 років та старших — 86,4 чоловіків також старших 18 років.
Середній дохід на одне домашнє господарство  становив 35 657 доларів США (медіана — 26 750), а середній дохід на одну сім'ю — 39 019 доларів (медіана — 33 125). Медіана доходів становила 32 396 доларів для чоловіків та 26 875 доларів для жінок. За межею бідності перебувало 29,8 % осіб, у тому числі 43,8 % дітей у віці до 18 років та 14,6 % осіб у віці 65 років та старших.
Цивільне працевлаштоване населення становило 143 особи. Основні галузі зайнятості: освіта, охорона здоров'я та соціальна допомога — 24,5 %, виробництво — 16,8 %, роздрібна торгівля — 14,7 %.